# Antheraea mylitta
Antheraea mylitta is een vlinder uit de familie van de nachtpauwogen (Saturniidae). De wetenschappelijke naam van de soort is, als Attacus mylitta, voor het eerst geldig gepubliceerd in 1773 door Drury.